# (21709) Sethmurray
(21709) Sethmurray (1999 RK92) – planetoida z pasa głównego asteroid okrążająca Słońce w ciągu 3,4 lat w średniej odległości 2,26 j.a. Odkryta 7 września 1999 roku.